# Мемфіс (група дизайнерів)
Мемфіс (англ. Memphis Group) — постмодерністський стиль дизайну, заснований в Італії у 1980-х роках групою дизайнерів під керівництвом Етторе Соттсасса. Стиль відомий своїми яскравими кольорами, геометричними формами та авангардними матеріалами.

## Історія створення
Група Мемфіс була заснована в Мілані в 1981 році і швидко здобула популярність завдяки своїм радикальним підходам до дизайну меблів, інтер'єрів та текстилю. Основні члени групи: Етторе Соттсасс, Мікеле де Луккі, Мартіне Бедін, Наталі дю Паск'є, Джордж Соуффле, Альдо Чібіч.

## Основні роботи
- «Диван Карлтон» (англ. Carlton) — книжкова шафа, яка стала іконою постмодерністського дизайну.
- «Стіл Беверлі» (англ. Beverly) — стіл, який демонструє характерні риси стилю Мемфіс: яскраві кольори та геометричні форми.
- «Лампа Тахіт» (англ. Tahiti) — лампа у формі качки, яка поєднує гумор та авангардний дизайн.

## Вплив та спадщина
Стиль Мемфіс значно вплинув на розвиток постмодерністського дизайну і досі має великий вплив на сучасних дизайнерів. Його яскраві кольори та ексцентричні форми стали символом 1980-х років.